# Whitney Reed
Whitney Reed (* 20. August 1932 in Oakland; † 9. Januar 2015 in Alameda) war ein US-amerikanischer Tennisspieler.

## Leben und Karriere
Bei den US Open 1961 erreichte Reed das Viertelfinale, schied jedoch mit 8:6, 3:6, 3:6 und 2:6 gegen den Mexikaner Rafael Osuna aus.
Reed war 1958 im Davis-Cup-Team der US-amerikanischen Mannschaft, die den Davis Cup gewann, kam im Finale jedoch nicht zum Einsatz. 1961 und 1962 spielte Reed ebenfalls im Davis-Cup-Team seines Landes.
Während seiner Karriere gewann Reed Spiele gegen Rod Laver, Roy Emerson, Neale Fraser, Chuck McKinley, Frank Sedgman, Manuel Santana, Gardnar Mulloy, Arthur Larsen und Alex Olmedo – sie alle wurden später in die International Tennis Hall of Fame aufgenommen.

## Erfolge

### Einzel

#### Turniersiege
| Jahr | Turnier       | Finalgegner    | Ergebnis           |
| ---- | ------------- | -------------- | ------------------ |
| 1961 | Canadian Open | Mike Sangster  | 3:6, 6:0, 6:4, 6:2 |
| 1963 | Canadian Open | Kyle Carpenter | 6:2, 6:4, 6:4      |

#### Finalniederlagen
| Jahr | Turnier       | Finalgegner   | Ergebnis           |
| ---- | ------------- | ------------- | ------------------ |
| 1958 | Canadian Open | Robert Bédard | 0:6, 3:6, 3:6      |
| 1963 | San José      | Rafael Osuna  | 6:3, 4:6, 1:6, 1:6 |
| 1963 | Los Angeles   | Arthur Ashe   | 6:2, 7:9, 2:6      |

### Doppel

#### Turniersiege
| Nr. | Datum | Turnier       | Partner       | Finalgegner               | Ergebnis           |
| --- | ----- | ------------- | ------------- | ------------------------- | ------------------ |
| 1.  | 1958  | Canadian Open | Robert Howe   | Robert Bédard Don Fontana | 6:3, 6:2           |
| 2.  | 1960  | San José      | Bill Crosby   | Cliff Mayne Hugh Ditzler  | 7:5, 4:6, 4:6, 2:6 |
| 3.  | 1961  | Canadian Open | Mike Sangster |                           |                    |

#### Finalteilnahmen
| Nr. | Datum | Turnier       | Partner         | Finalgegner                      | Ergebnis      |
| --- | ----- | ------------- | --------------- | -------------------------------- | ------------- |
| 1.  | 1960  | Canadian Open | Warren Woodcock | Ladislav Legenstein Peter Scholl | 4:6, 3:6, 4:6 |